# Tchads herrlandslag i fotboll
Tchads herrlandslag i fotboll representerar Tchad i fotboll för herrar, och spelade sin första match den 11 april 1963 i Senegal, och förlorade med 2-6 mot Dahomey (senare Benin). Laget kallas Saooch kontrolleras av Fédération Tchadienne de Football. Laget är medlem i Caf.